# باب الخليل

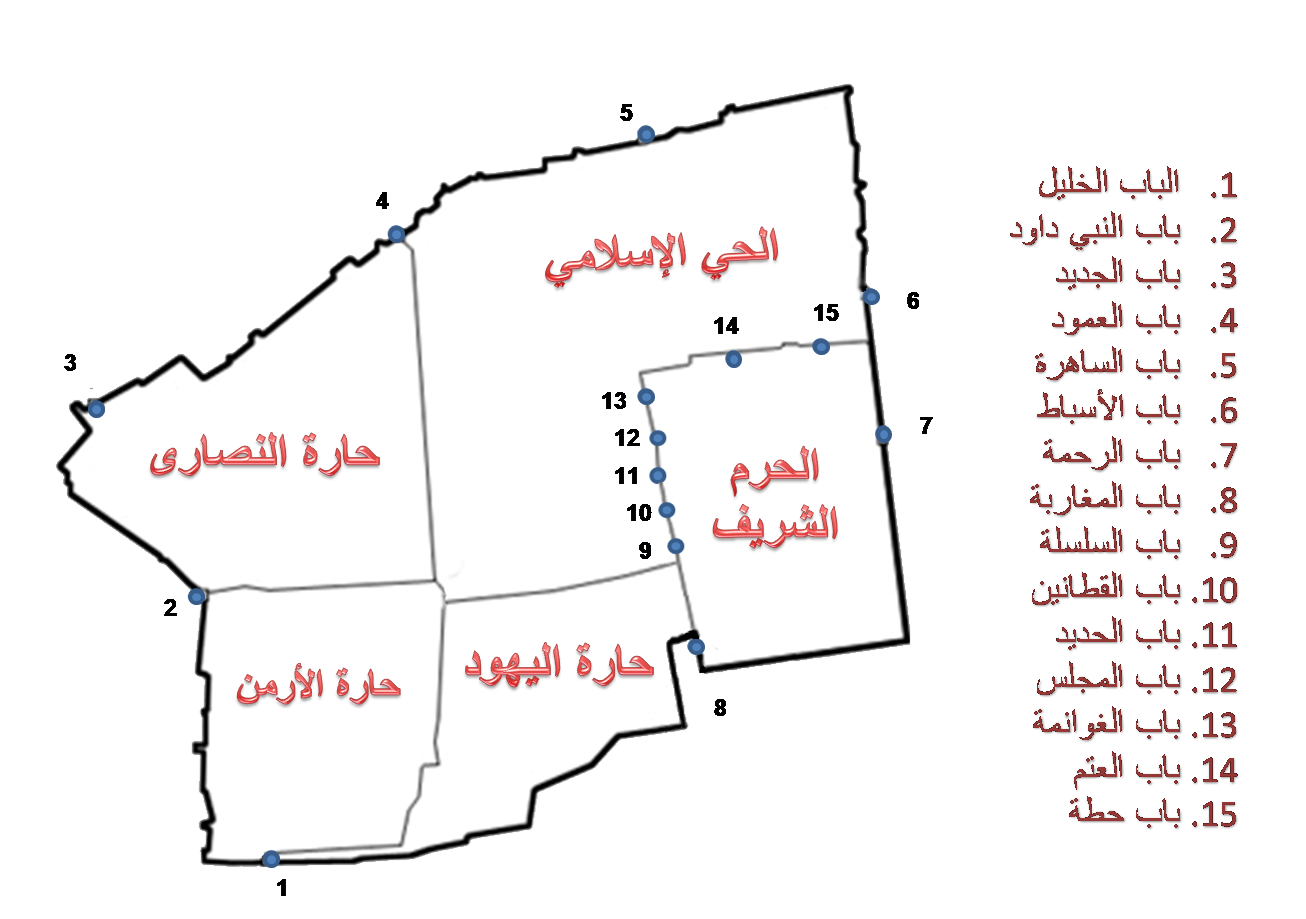
صورة: بوابات القدس القديمة والمسجد الأقصى.

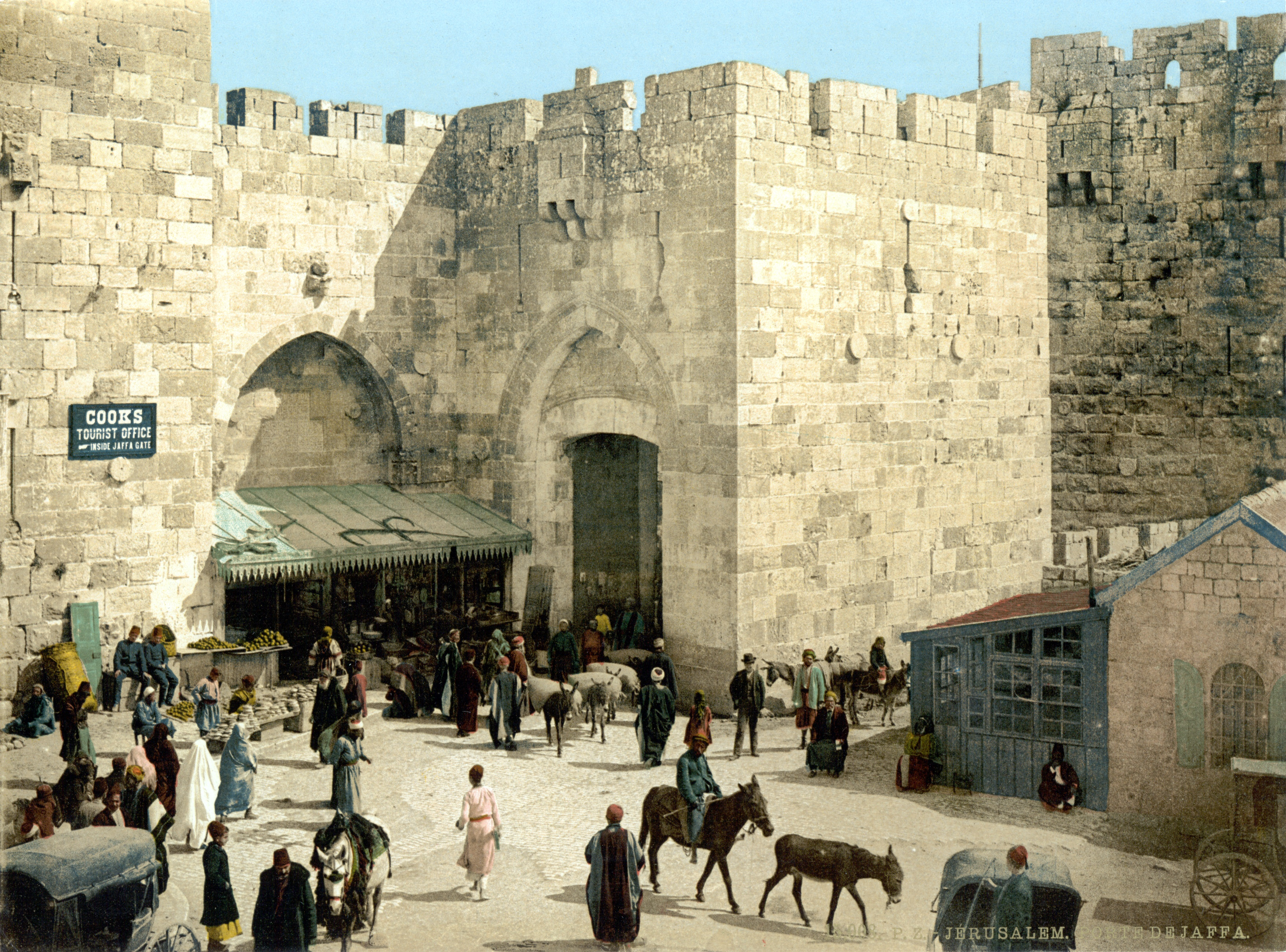
صورة قديمة لباب الخليل أثناء العهد العثماني حوالي عام 1900.

باب الخليل (بالإنجليزية: Jaffa Gate أي باب يافا ؛ بالعبرية: שער יפו شعـَر يـَفو، وأيضاً بالعبرية: شـعر دڤيد أي باب داود) هو المدخل الغربي الرئيسي للبلدة القديمة. مبني بشكل زاوية قائمه، للحيلولة دون الأعداء والمقتحمين ومنعهم من الدخول عن طريقه إلى المدينة وللحد من قوة هجومهم.

## موقع الجغرافي

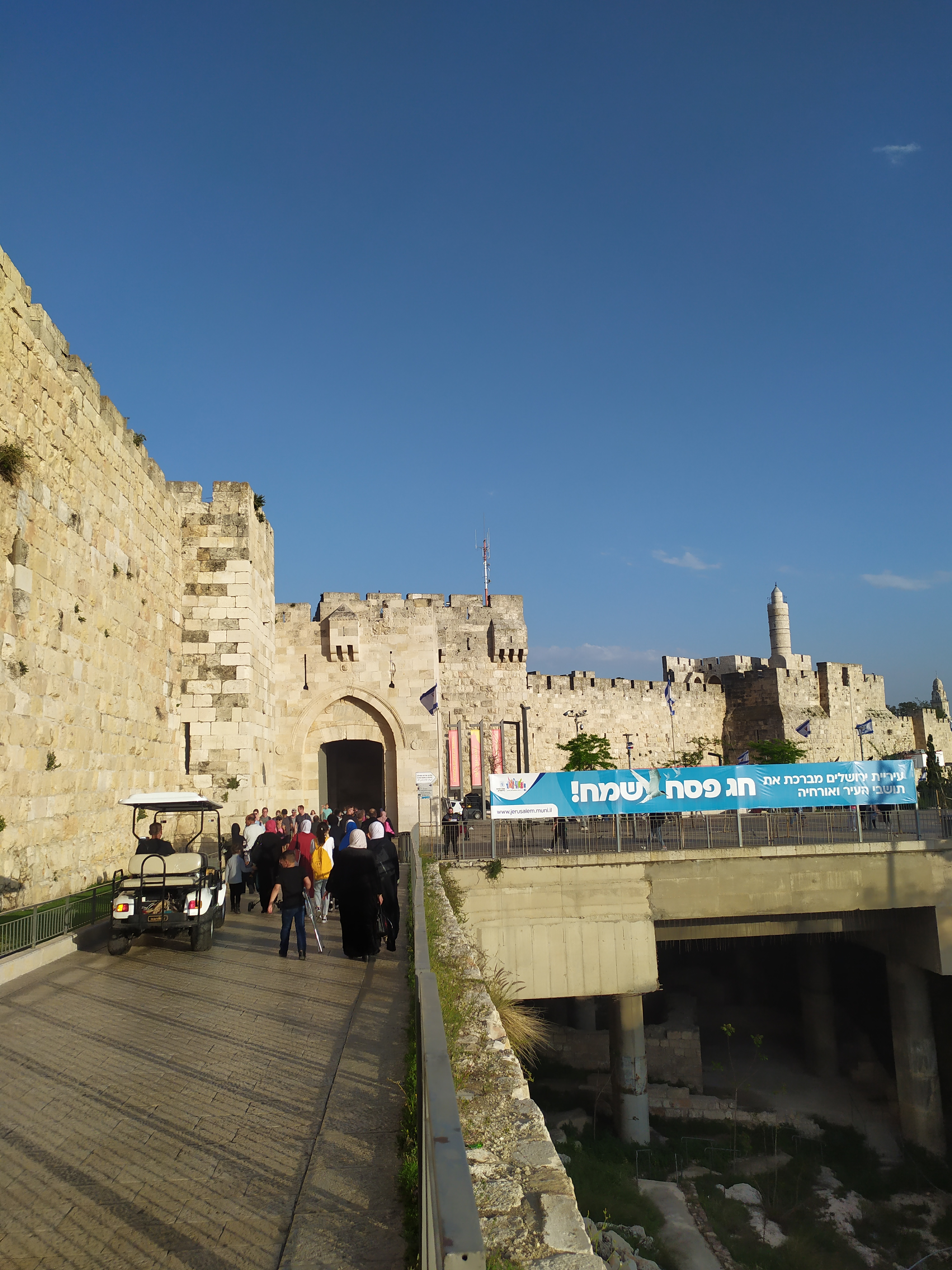
صورة تظهر منطقة باب الخليل فى القدس

يقع باب الخليل في الجهة الغربية من السور المحيط بمدينة القدس، وكان باب الخليل من الابواب المركزية في اسوار المدينة.

## تاريخ
في الماضي كانت هناك جدار منخفضة تصل ما بين مبنى الباب وبين أسوار القلعة المجاورة، ولكن في عام 1898 تم هدم هذا الجدار بمناسبة زيارة القيصر الألماني ويلهلم الثاني للبلاد، وتوسيع الطريق لدخول الحاشية القيصرية.

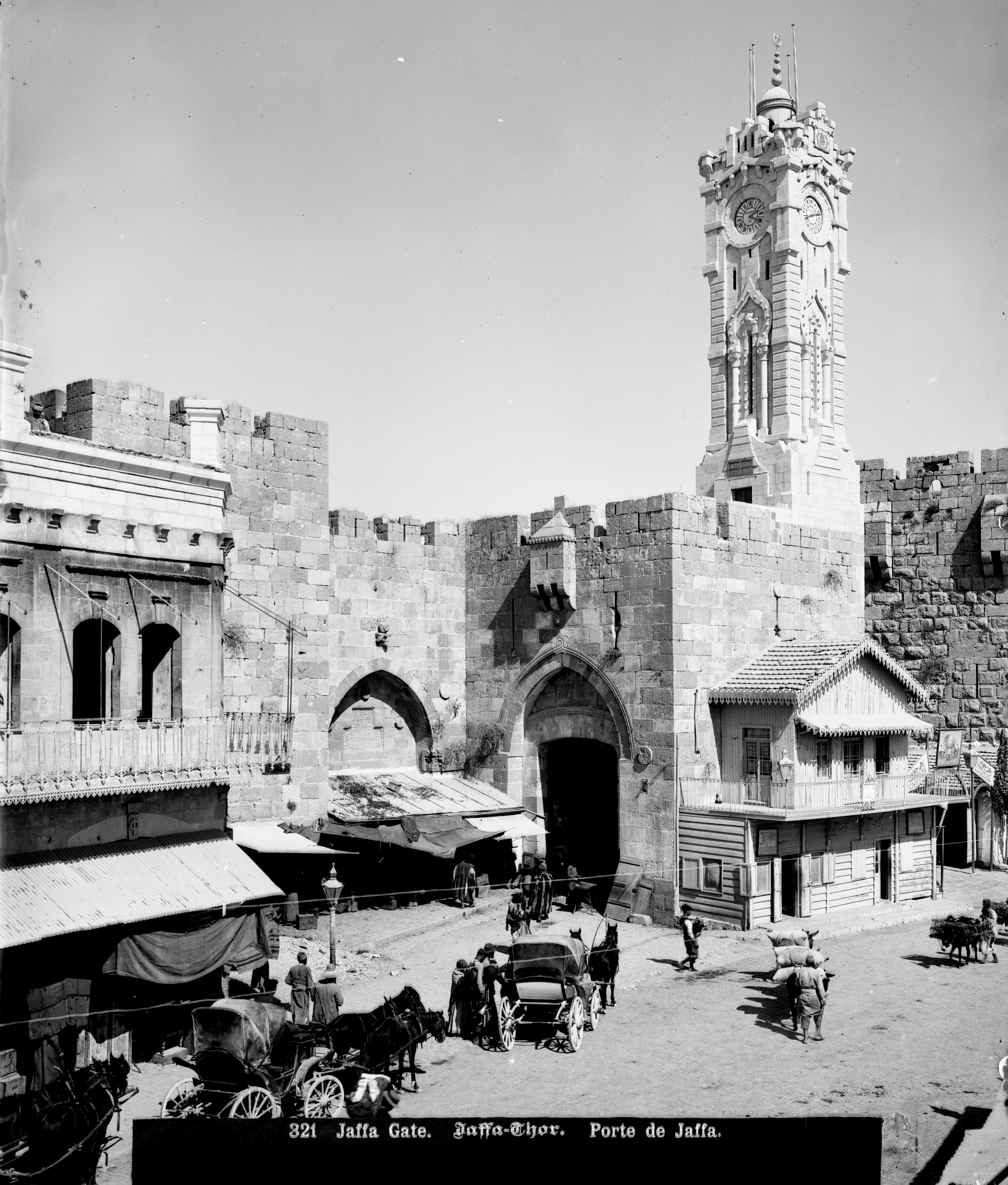
برج الساعة العثماني كان قائماً بين 1908 و 1917.

وبمحاذاة أسوار المدينة العالية، جنوب باب الخليل توجد قلعة القدس، ويسميها الكثير من الغربيين (بالخطأ) «برج داود»، وهو أحد معالم القدس التي تعود إلى القِدم. البرج الحالي بناه السلطان العثماني سليمان القانوني.
وتقول الأسطورة أن كل غازي للقدس يدخلها من باب الخليل. ولذلك حين زار القيصر الألماني ڤيلهلم الثاني القدس عام 1898، قامت السلطات العثمانية بهدم جزء من سور المدينة مباشرة بجانب باب الخليل لكي يدخل ظاناً أنه يمر عبر بوابة الخليل. وفي عام 1908، بـُني برج ساعة بالقرب من الباب، ليخدم المنطقة التجارية الناشئة في المنطقة. البرج استمر فقط لعقد من الزمان: فقد هدمه البريطانيون عندما احتلوا القدس.

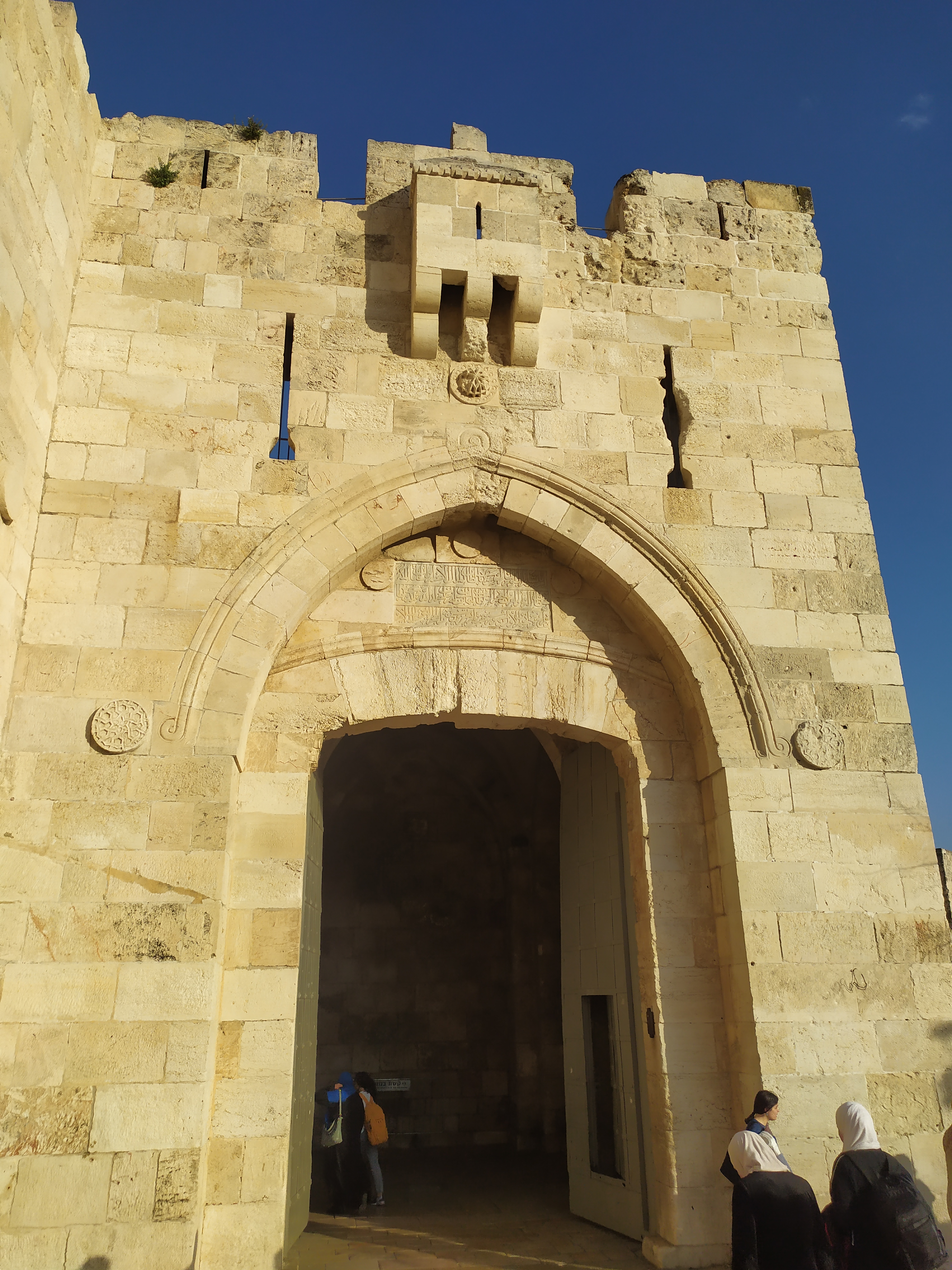
بوابة باب الخليل في القدس

وفي 1917، دخل الجنرال البريطاني إدموند اللنبي المدينة القديمة عبر باب الخليل، وألقى خطبة عند قلعة القدس (المسماة خطأ: برج داود). دخل اللنبي المدينة راجلاً ليظهر احترامه للمدينة ورغبة منه في تجنب المقارنة مع دخول القيصر في عام 1898. وقد أزال البريطانيون مبان أخرى ملاصقة لسور المدينة عام 1944 في محاولة للحفاظ على الهيئة التاريخية للقدس.
وأثناء حرب فلسطين، قاتلت القوات الإسرائيلية بضراوة لربط الحي اليهودي في المدينة القديمة مع القدس الغربية التي تسيطر عليها إسرائيل بالسيطرة على باب الخليل. وفي عشية الثامن عشر من مايو 1948 شنت قوات هاجاناه هجوماً أمامياً شديداً إلا أن العرب صدوهم ببسالة وكبدوهم خسائر عالية. وبانتصار الأردنيين في 1948، لم تتمكن القوات الإسرائيلية من السيطرة على باب الخليل حتى حرب 1967.
وكأقصى الأبواب غرباً، فباب الخليل هو الأكثر استعمالاً من المشاة والسيارات، وقد تم توسعة الميدان أمامه ليرتبط مع منطقة التسوق ماميلا خارج باب الخليل.
وفي تسعينيات القرن الماضي بدأ الاحتلال شق شارع جديد قرب الباب، وكشفت حفريات الاحتلال أسفل الباب عن آثار بيزنطية.
ثم في عام 2007 أنشأ الاحتلال سوقا حديثة قرب باب الخليل، وحاليا هو الباب الرئيسي الذي يستخدمه السياح والمستوطنون لدخول القدس.

## معرض الصور

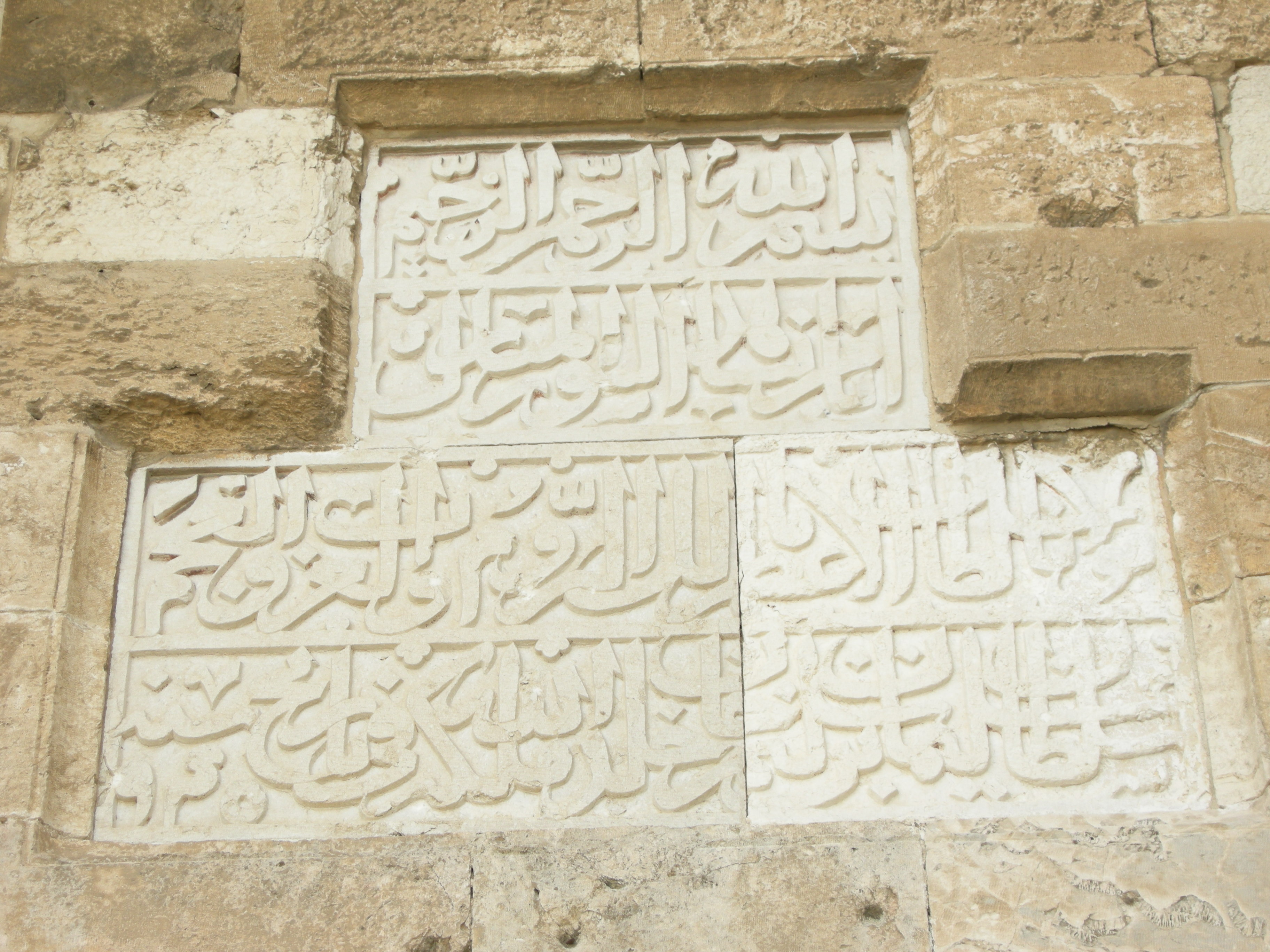
نقش على باب الخليل بالعربية
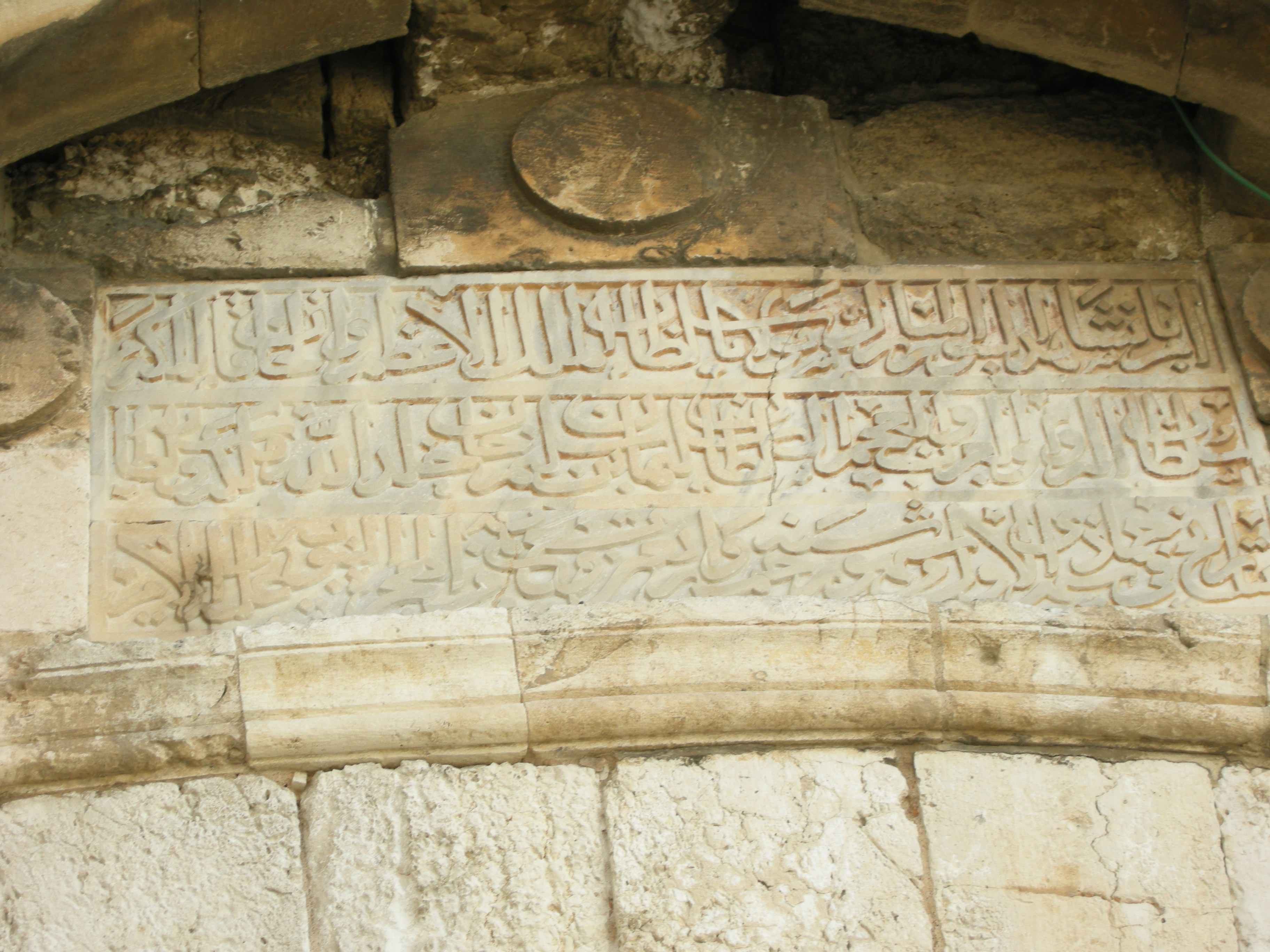
نقش على باب الخليل بالعربية
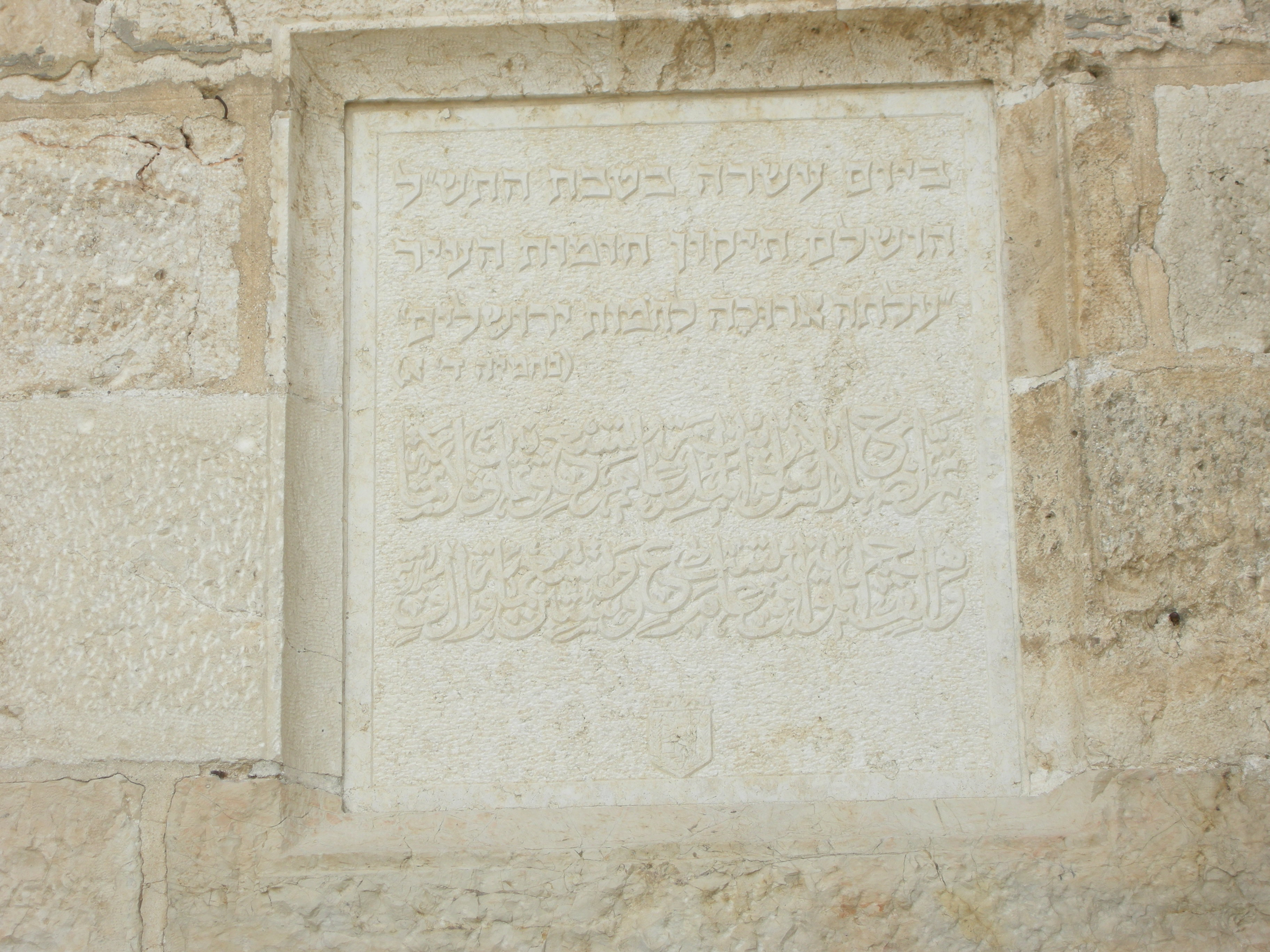
نقش على باب الخليل بالعبرية والعربية عن إصلاحات قامت بها إسرائيل عام 1969م.

## أهم المعالم
- برج القلعة
- مسجد القلعة
- قلعة باب الخليل